# 平均賃金
平均賃金（へいきんちんぎん）とは、日本において、労働法上の概念として、休業手当や解雇予告手当などの算定の基礎となる賃金のことである。労働基準法（昭和22年法律第49号）等に規定されている。
- 労働基準法について以下では条数のみ記す。

## 条文
第12条
この法律で平均賃金とは、これを算定すべき事由の発生した日以前三箇月間にその労働者に対し支払われた賃金の総額を、その期間の総日数で除した金額をいう。（以下略）

## 算定の期間
平均賃金の算定の期間（条文上の「これを算定すべき事由の発生した日以前三箇月間」）は、賃金締切日がある場合においては、直前の賃金締切日から起算する（第12条2項）。雇入後3か月に満たない者については、雇入後の期間で計算するが（第12条6項）、この場合であっても、賃金締切日があるときは原則として直前の賃金締切日から起算する（昭和23年4月22日基収1065号）。ただし、直前の賃金締切日より計算すると未だ1賃金算定期間（1か月を下らない期間）に満たなくなるときは、事由の発生日から起算する（昭和27年4月21日基収1371号）。賃金締切日に算定事由が発生した場合は、その日ではなく、なお直前の賃金締切日から起算する。
- 解雇を伴わない転籍の場合において、転籍後3か月以内に平均賃金を算定する事由が発生した場合は、旧会社を通算した3か月間によって平均賃金を算定することとして取り扱って差し支えない（昭和27年4月21日基収1946号）。
- 定年後の再雇用において、定年退職後も引き続き同一業務に再雇用される場合には、実質的には継続した一つの労働関係と考えられるので、再雇用後3か月以内に平均賃金を算定する事由が発生した場合は、定年前を通算した3か月間によって平均賃金を算定する（昭和45年1月22日基収4464号）。

### 算定期間の控除期間
算定の期間中に、次の各号の一つに該当する期間がある場合においては、その日数及びその期間中の賃金は、算定の期間及び賃金の総額から控除する（第12条3項）。
1. 業務上負傷し、又は疾病にかかり療養のために休業した期間（業務災害）
  - 通勤災害の場合は、控除しない。
2. 産前産後の女性が第65条の規定によって休業（産前産後休業）した期間
3. 使用者の責めに帰すべき事由によって休業した期間
4. 育児休業又は介護休業をした期間（育児休業、介護休業等育児又は家族介護を行う労働者の福祉に関する法律（平成3年法律第76号）第2条）
5. 試用期間
  - 試用期間中に平均賃金を算定しなければならない場合には、試用期間中の日数と賃金を用いて算定する（施行規則第3条）。試用期間を経て本採用された後に平均賃金の算定事由が発生した場合であって、算定期間がすべて試用期間に当たるため平均の算定をなし得ない場合には、本採用日以降の賃金及び日数について第12条1項の方法を用いる（平成2年7月4日基収第448号）。
6. 正当な争議行為による休業期間（昭和29年3月31日基収4240号）
7. 労働組合事務専従期間中の期間（昭和25年1月18日基収129号）

1.~4.までの期間が平均賃金を算定すべき事由の発生した日以前3か月以上にわたる場合又は雇入れの日に平均賃金を算定すべき事由の発生した場合の平均賃金は、都道府県労働局長の定めるところによる（施行規則第4条）。これは必要が生じた場合に都道府県労働局長が個々に決定するという趣旨である（昭和23年3月27日基発461号）。なお雇入れ後の期間が極端に短い者（雇入れ後2日目や3日目に事故が発生した場合等）については施行規則第4条でなく第12条6項（雇入後3か月に満たない者）を用いる（昭和23年4月22日基収1065号）。
- 採用内定者が会社都合により当初から自宅待機を命じられた場合、支払うべき休業手当の算出は、自宅待機の開始日が「雇入れの日」となり、施行規則第4条に基づき都道府県労働局長が平均賃金を定める（昭和50年3月24日労働省労働基準局監督課長、賃金福祉部企画課長連盟内かん）。

## 算定の基礎となる賃金に含まれない賃金
条文上の「賃金の総額」には、算定期間中に支払われる、第11条に規定するすべての賃金が含まれる。平均賃金は、労働した日あたりの賃金（労働単価）として算出するのではなく、受けた賃金によって生活する1日あたりの額というとらえ方をする。「賃金の総額」を「総日数」（3か月間の暦日数）で除したことによって求めた1日当たりの平均賃金額については、1銭未満の端数は切り捨てる（昭和22年11月5日基発232号）。
もっとも、「賃金の総額」には、臨時に支払われた賃金及び3か月を超える期間ごとに支払われる賃金並びに通貨以外のもので支払われた賃金で一定の範囲に属しないものは算入しない（第12条4項）。
- 「臨時に支払われた賃金」とは、臨時的・突発的事由に基づいて支払われたもの、及び支給条件はあらかじめ確定しているが支給事由の発生が不確定であり、かつ非常にまれに発生するもの（結婚手当など）をいう。名称の如何を問わず、これに該当しないものは「臨時に支払われた賃金」とはみなさない（昭和22年9月13日発基17号）。
- 「3か月を超える期間ことに支払われる賃金」に該当するかは、賃金の支払期間ではなく、計算期間で決まる。例えば、通勤手当は支給が年3回以内であっても該当しないので、6か月通勤定期乗車券を年2回支給したような場合は、各月分の賃金の前払いとされるので賃金総額に含めなければならない（昭和26年11月1日基収169号）。
- 年3回以内の賞与は、平均賃金の算定の基礎から除外されるが、ここでいう「賞与」とはあらかじめ支給額が確定していないものをいい、支給額が確定しているものは「賞与」に該当しない。年俸制で毎月払い部分と賞与部分を合計してあらかじめ年俸額が確定している場合の賞与部分は、すでに支給額が確定しているので、平均賃金の算定の基礎に含めなければならない。
- 未払分でも債権として確立していれば算定基礎に算入できる。

なお、関係資料から労働者の標準報酬月額等が明らかな場合であっても、当該資料から、労働者の支払賃金額もまた明らかとなる場合には、支払賃金額を基礎として平均賃金を算定すべきであることに留意すること。
賃金が通貨以外のもので支払われる場合（現物給与の場合）、「賃金の総額」に算入すべきものの範囲及び評価に関し必要な事項は、厚生労働省令で定める（第12条5項）とされ、「賃金の総額」に算入すべきものは、第24条1項但書の規定による法令又は労働協約の別段の定めに基づいて支払われる通貨以外のものとする（施行規則第2条1項）。労働協約に定められた評価額が不適当と認められる場合又は評価額が法令若しくは労働協約に定められていない場合においては、都道府県労働局長は評価額を定めることができる（施行規則第2条3項）。もっともこれらは、賃金の通貨払いの原則（第24条）とその例外事由を遵守する限り、発生しない。

### 最低保障
平均賃金は、次の各号の1つによって計算した金額を下ってはならない（第12項1項但書）。労働日数が少ない者について1項本文をそのまま適用すると、平均賃金が不当に低くなるおそれがあるからである。
1. 賃金が、労働した日若しくは時間によって算定され、又は出来高払制その他の請負制によって定められた場合においては、賃金の総額をその期間中に労働した日数で除した金額の60%
2. 賃金の一部が、月、週その他一定の期間によって定められた場合においては、その部分の総額をその期間の総日数で除した金額と前号の金額の合算額（日給制の部分のみ最低保障がかかる）

## 算定すべき事由
条文上の「算定すべき事由」と、算定事由発生日は次のとおり。なお、条文上は「以前」となっているが、実際には算定事由発生日は含めずに算定する。
- 解雇予告手当（第20条） - 解雇通告日。通告後に労働者の同意を得て解雇日を変更した場合であっても同様である（昭和39年6月12日基収2316号）。なお即時解雇の場合、30日分以上を支払わなければならない（解雇理由が労働者の責めに帰すべき理由や、災害などやむを得ない理由により事業継続が不可能になった場合はこの限りではない）。
- 休業手当（第26条） - 休業日。休業が2日以上の期間にわたる場合は、その最初の日。なお、平均賃金の60%以上を支払わなければならない。
- 年次有給休暇中の賃金（第39条） - 年次有給休暇を与えた日。休暇日が2日以上の期間にわたる場合は、その最初の日。
- 業務上災害における休業補償（第76条）、障害補償（第77条）、遺族補償（第79条）、葬祭料（第80条）、打切補償（第81条）、分割補償（第82条） - 事故発生日又は診断により疾病の発生が確定した日（施行規則第48条）。
- 減給の制裁制限（第91条） - 減給の制裁の意思表示が相手方に到達した日（昭和30年7月19日基収5875号）。その減給は、1回の額が平均賃金の1日分の半額を超えてはならず、また、総額が1賃金支払い期における賃金の総額の10分の1を超えてはならない。
- 転換手当（じん肺法第22条） - 粉じん作業以外の作業に常時従事することになった日。
- 労災保険の給付基礎日額（労働者災害補償保険法第8条、第8条の5） - 負傷若しくは死亡の原因である事故が発生した日又は診断によって疾病の発生が確定した日。なお給付基礎日額は「平均賃金に相当する額」とされ、1円未満の端数を1円に切り上げる。

## 日々雇用の平均賃金
日日雇い入れられる者については、その従事する事業又は職業について、厚生労働大臣の定める金額を平均賃金とする（第12条7項、昭和38年労働省告示第52号）。具体的には次の通り。
1. 平均賃金を算定すべき日以前1か月にその事業所で労働している場合
  - 「1か月間に支払われた賃金総額」÷「1か月間その労働者がその事業者で労働した日数」×73%（当該日雇労働者の実際の実労働日数や稼働率は問わない）
2. 1.で算定できない場合もしくは1.で算定することが著しく不適当な場合
  - 「1か月間にその事業所で同一業務に従事した日々労働者に支払われた賃金総額」÷「1か月間に日々労働者がその事業所で労働した総日数」×73%

## 特殊な場合の平均賃金
第12条1項~6項によって算定し得ない場合の平均賃金は、厚生労働大臣の定めるところによる（第12条8項）とされ、「労働基準法第12条8項の規定に基づき平均賃金を定める告示」（昭和24年4月11日労働省告示5号、最終改正平成12年12月25日労働省告示120号）が定められている。告示によれば以下の通り。
- 使用者の責めに帰すべからざる事由によって休業した期間が平均賃金を算定すべき事由の発生した日以前3か月以上にわたる場合の平均賃金は、都道府県労働局長の定めるところによる。
- 都道府県労働局長が労働基準法第12条第1項から第6項までの規定によって算定し得ないと認めた場合の平均賃金は、厚生労働省労働基準局長の定めるところによる。
  - 労働者が業務上疾病の診断確定日に、既にその疾病の発生のおそれのある作業に従事した事業場を離職しており、賃金台帳等使用者による支払賃金額の記録が確認できない事案において、標準報酬月額や賃金日額等が明らかである場合について、平均賃金の算定の対象となる労働者等が、賃金額を証明する資料として、任意に、厚生年金保険又は健康保険の標準報酬月額が明らかになる資料を提出しており、当該資料から、労働者が業務上疾病の発生のおそれのある作業に従事した最後の事業場を離職した日（賃金の締切日がある場合は直前の賃金締切日をいう。）以前3か月間の標準報酬月額が明らかである場合は、当該標準報酬月額を基礎として、平均賃金を算定して差し支えないこと（昭和50年9月23日基発556号、平成22年4月12日基監発0412第1号、令和5年12月22日基監発1222第1号）。令和5年の改正前は、厚生年金保険等の被保険者記録照会回答票又はねんきん定期便を提出して厚生年金保険の標準報酬月額を用いて平均賃金を算出していたところ、厚生年金保険の上限の標準報酬月額を大きく超える報酬月額の被災者の事例において、労働基準監督署長が厚生年金保険の標準報酬月額を用いて平均賃金を算出した処分をしたところ、行政不服審査会は「当該労働者の健康保険の標準報酬月額もまた明らかであり、これが離職時の賃金額に近似していると考えられる場合には、健康保険の標準報酬月額を用いて平均賃金の算定を行うべきである」として当該処分を取り消した（令和5年7月28日答申第21号）。これを受けて、「標準報酬月額が明らかになる資料」に健康保険の標準報酬月額も含めることになった。